# ハード・バーゲン
| 専門評論家によるレビュー         | 専門評論家によるレビュー       |
| 総スコア                         | 総スコア                       |
| 出典                             | 評価                           |
| -------------------------------- | ------------------------------ |
| Metacritic                       | (6.9/10) MC 69/100, 19 critics |
| レビュー・スコア                 |                                |
| 出典                             | 評価                           |
| オールミュージック               | 2011                           |
| ビルボード                       | 2011                           |
| エンターテイメント・ウィークリー | B+ link                        |
| ガーディアン                     | link                           |
| ロサンゼルス・タイムズ           | link                           |
| ポップマターズ                   | link                           |
| Slant Magazine                   | 2011                           |
| インデペンデント                 | link                           |
| ニュージーランド・ヘラルド       | link                           |
| ペースト・マガジン               | link                           |
| Country Weekly                   | link                           |
| The Press (York)                 | link                           |

『ハード・バーゲン』（Hard Bargain）は、アメリカ合衆国のカントリー・ミュージックのシンガーソングライターであるエミルー・ハリスの26枚目のスタジオ・アルバムであり、テネシー州トラジェディで録音され、2011年4月26日にリリースされた。このアルバムはハリスのノンサッチ・レコードでの4枚目のソロ・アルバムとなる。 
発売第一週に17,000枚を売り上げ、アルバムはハリスの最も高位のチャートインとなった1980年のブルーグラスLP『雪に映える薔薇のごとく』以来となる米国のビルボード・トップ・カントリー・アルバムの3位にチャートインした。同時にビルボード200で18位でチャートインし、同チャートで最も成功したソロLPを1977年の『真珠の舟』から書き換えた。 

## アルバム情報
エミルーによると、アルバム『ハード・バーゲン』になるはずの曲は2010年8月の4週間で録音された。このアルバムでは、ハリス自身、プロデューサーのジェイ・ジョイス、ジャイルズ・リーヴスの3人の音だけしか聴くことができない。2010年12月、テネシー州ナッシュビルのラフィング・ハウス・スタジオ（Laughing House Studios）で6本のビデオクリップが撮影された。追加の解説付きのこれらのビデオは、アルバムのデラックスリリースのボーナスDVDに含まれている。 
オープニング・ナンバー「The Road」は、1973年に他界したハリスの音楽指導者である故グラム・パーソンズに関するものであり、1975年にリリースされた『緑の天使』収録の「Boulder to Birmingham」以来初めて彼の死に焦点を当てたハリス作の楽曲である。 
「Darlin' Kate」は、2010年に癌で亡くなった故ケイト・マクギャリグルへのオマージュである。ケイトと彼女の妹のアンナ・マクギャリグルは1970年代から何度もハリスと一緒に活動してきている。 
「My Name Is Emmett Till」は、1955年に殺されたアフリカ系アメリカ人の少年、エメット・ティルの物語である。 

## 収録曲
| #   | タイトル                                       | 作詞 | 作曲・編曲 | 時間 |
| --- | ---------------------------------------------- | ---- | ---------- | ---- |
| 1.  | 「The Road」(Emmylou Harris)                   |      |            | 5:31 |
| 2.  | 「Home Sweet Home」(Harris)                    |      |            | 3:45 |
| 3.  | 「My Name Is Emmett Till」(Harris)             |      |            | 4:53 |
| 4.  | 「Goodnight Old World」(Harris, Will Jennings) |      |            | 3:55 |
| 5.  | 「New Orleans」(Harris, Jennings)              |      |            | 3:38 |
| 6.  | 「Big Black Dog」(Harris)                      |      |            | 3:26 |
| 7.  | 「Lonely Girl」(Harris)                        |      |            | 4:44 |
| 8.  | 「Hard Bargain」(Ron Sexsmith)                 |      |            | 3:23 |
| 9.  | 「Six White Cadillacs」(Harris, Jennings)      |      |            | 3:22 |
| 10. | 「The Ship on His Arm」(Harris)                |      |            | 4:46 |
| 11. | 「Darlin' Kate」(Harris)                       |      |            | 3:08 |
| 12. | 「Nobody」(Harris)                             |      |            | 5:04 |
| 13. | 「Cross Yourself」(Jay Joyce)                  |      |            | 3:36 |

| #   | タイトル                         | 作詞                                | 作曲・編曲                          | 時間 |
| --- | -------------------------------- | ----------------------------------- | ----------------------------------- | ---- |
| 14. | 「To Ohio」(with The Low Anthem) | Ben Knox Miller, Jeffrey Prystowsky | Ben Knox Miller, Jeffrey Prystowsky | 3:27 |

| #  | タイトル                               | 作詞 | 作曲・編曲 |
| -- | -------------------------------------- | ---- | ---------- |
| 1. | 「Six White Cadillacs」(video)         |      |            |
| 2. | 「Goodnight Old World」(video)         |      |            |
| 3. | 「Home Sweet Home」(video)             |      |            |
| 4. | 「Darlin' Kate」(video)                |      |            |
| 5. | 「Big Black Dog」(video)               |      |            |
| 6. | 「The Road」(Acoustic Version) (video) |      |            |

## パーソネル
- エミルー・ハリス – ボーカル、アコースティックギター
- ジェイ・ジョイス – ギター、ベースギター、キーボード、ピアノ、オムニホース、ガンジョー、マンドリン
- ジャイルズ・リーブス - ドラムス、キーボード、パーカッション、ピアノ、オルガン、ヴィブラフォン、マリンブラ

## チャート
| チャート（2011）                                    | 最高位 |
| --------------------------------------------------- | ------ |
| オーストラリア アルバムチャート                     | 48     |
| オーストラリア カントリーアルバムチャート           | 2      |
| ベルギー アルバムチャート（フランダース）           | 39     |
| ベルギー アルバムチャート（ワロン）                 | 95     |
| カナダ アルバムチャート                             | 20     |
| カナダ カントリーアルバムチャート                   | 2      |
| デンマーク アルバムチャート                         | 27     |
| オランダ メハカフツ                                 | 15     |
| ドイツ アルバムチャート                             | 49     |
| アイルランド 個人アーティストアルバム               | 36     |
| ニュージーランド ニュージーランド・レコード産業協会 | 28     |
| ノルウェー ヴェーゲー・リスタ                       | 11     |
| スウェーデン スヴァリイェトプリストン               | 15     |
| スイス シュヴァイツァー・ヒットパラーデ             | 76     |
| イギリス UK Albums Chart                            | 30     |
| イギリス カントリーアルバムチャート                 | 2      |
| アメリカ合衆国 ビルボード Billboard 200             | 18     |
| アメリカ合衆国 ビルボード トップカントリーアルバム  | 3      |
| アメリカ合衆国 ビルボード フォークアルバム          | 3      |
| アメリカ合衆国 ビルボード ロックアルバム            | 6      |